# Infanterie-Division Dresden
Die Infanterie-Division Dresden wurde Anfang März 1945 als sogenannte Schatten-Division aufgestellt.
Die Aufstellung erfolgte im Zuge der 34. Aufstellungswelle für den Wehrkreis IV in Sachsen. Bereits am 10. März 1945 wurde die Division zur Wiederaufstellung der 6. Volks-Grenadier-Division bei der 17. Armee in Schlesien eingesetzt.
Die Gliederung der sogenannten Division war:
- Grenadier-Regiment Dresden 1 mit zwei Bataillonen
- Grenadier-Regiment Dresden 2 mit zwei Bataillonen
- Artillerie-Abteilung Dresden
- Pionier-Kompanie